# 李秦
李秦（1507年—1576年），字仲西，號東岡，河南彰德府臨漳縣人，民籍，明朝政治人物。

## 生平
嘉靖十三年（1534年）甲午科河南鄉試第六十七名舉人。嘉靖十四年（1535年）中式乙未科會試第一百六十六名，登第三甲第一百三十二名進士。改庶吉士，送翰林院读书。十六年正月授刑科给事中，轉礼科右，二十年二月升吏科左，二十一年七月輔臣夏言被斥责，受牵连，对品调外任，調倅大名。陞鳳陽府同知，父喪去任，服除，累升户部郎中，尋丁母喪，服除改兵部武选司郎中，三十四年闰十一月升通政使司右参议，进右通政，四十年九月轉左通政，四十二年三月以考察閑住。归乡后，结庐洹上，名曰“知止”。卒年七十。

## 家族
曾祖李順；祖父李鑑；父李傅，曾任壽官。前母武氏；母楊氏。具庆下。兄李蓁、李泰。弟李春（贡士）、李奉、李舂。弟李春，舉人，官宁武佥事，平犷贼有功，以才略著。